# Heterophysa bleonnensis
Heterophysa bleonnensis är en fjärilsart som beskrevs av Schultz. 1906. Heterophysa bleonnensis ingår i släktet Heterophysa och familjen nattflyn. Inga underarter finns listade i Catalogue of Life.